# Novosedly (Dívčice)
Novosedly jsou vesnice, část obce Dívčice v okrese České Budějovice v Jihočeském kraji. Nachází se asi 2,7 kilometru jihozápadně od Dívčic. Vesnicí prochází silnice II/122.

## Historie
První písemná zmínka o vesnici pochází z roku 1434.

## Obyvatelstvo
| Rok            | 1869 | 1880 | 1890 | 1900 | 1910 | 1921 | 1930 | 1950 | 1961 | 1970 | 1980 | 1991 | 2001 | 2011 | 2021 |
| -------------- | ---- | ---- | ---- | ---- | ---- | ---- | ---- | ---- | ---- | ---- | ---- | ---- | ---- | ---- | ---- |
| Počet obyvatel | 143  | 158  | 155  | 145  | 124  | 140  | 161  | 129  | 130  | 118  | 81   | 55   | 52   | 56   | 60   |
| Počet domů     | 24   | 24   | 26   | 26   | 26   | 26   | 32   | 34   | 29   | 31   | 26   | 34   | 36   | 36   | 36   |

## Obecní správa
V letech 1850–1920 byly Novosedly součástí obce Česká Lhota, poté do 13. června 1964 samostatnou obcí a od 14. června 1964 připojeny k Dívčicím.